# Volevo solo vivere
Volevo solo vivere è un film del 2006 diretto da Mimmo Calopresti, presentato fuori concorso al 59º Festival di Cannes.
Si tratta di un documentario che ha come argomento principale la Shoah.